# Дарфур (Минесота)
Дарфур (енгл. Darfur) град је у америчкој савезној држави Минесота.

## Демографија
По попису из 2010. године број становника је 108, што је 29 (-21,2%) становника мање него 2000. године.
| Група             | 2000.       | 2010.      |
| Белци             | 134 (97,8%) | 96 (88,9%) |
| Афроамериканци    | 0 (0,0%)    | 0 (0,0%)   |
| Азијати           | 3 (2,2%)    | 0 (0,0%)   |
| Хиспаноамериканци | 0 (0,0%)    | 10 (9,3%)  |
| Укупно            | 137         | 108        |